# Echagüe (Isabela)
Echagüe  (Bayan ng Echague) es un municipio filipino de primera categoría perteneciente a  la provincia de La Isabela en la Región Administrativa de Valle del Cagayán, también denominada Región II.

## Geografía
Tiene una extensión superficial de 680.80 km² y según el censo del 2007, contaba con una población de 67.553 habitantes y 12.045 hogares; 74.680 habitantes el día primero de mayo de 2010

### Barangayes
Echagüe se divide administrativamente en 64  barangayes o barrios, 61 de  carácter rural y solamente tres, entren los cuales se encuentra  Cabugao, su capital, de carácter urbano.
| - Angoluan - Annafunan - Arabiat - Aromin - Babaran - Bacradal - Benguet - Buneg - Busilelao - Cabugao (Población) - Caniguing - Carulay - Castillo - Dammang East - Dammang West - Diasan - Dicaraoyan - Dugayong - Fugu - Garit Norte - Garit Sur - Gucab | - Gumbauan - Ipil - Libertad - Mabbayad - Mabuhay - Madadamian - Magleticia - Malibago - Maligaya - Malitao - Narra - Nilumisu - Pag-asa - Pangal Norte - Pangal Sur - Rumang-ay - Salay - Salvación - San Antonio Minit - San Antonio Ugad - San Carlos | - San Fabián - San Felipe - San Juan - San Manuel - San Miguel - San Salvador - Santa Ana - Santa Cruz - Santa Maria - Santa Monica - Santo Domingo - Silauan del Norte (Población) - Silauan del Sur (Población) - Sinabbaran - Soyung - Taggappan - Tuguegarao - Villa Campo - Villa Fermin - Villa Rey - Villa Victoria |

## Historia
Su nombre es el del gobernador de Filipinas Rafael Echagüe y Bermingham (1862-1865) Mariscal de campo, senador vitalicio y Conde del Serrallo.
El 1 de enero de 1921 el territorio situado en la margen izquierda del río Grande de Cagayán  fue segregado de este municipio para formar el nuevo municipio de   Jones. 
Su denominación hace referencia al miembro de la Cámara de Representantes de los Estados Unidos William Atkinson Jones (1849-1918).